# Götz von König

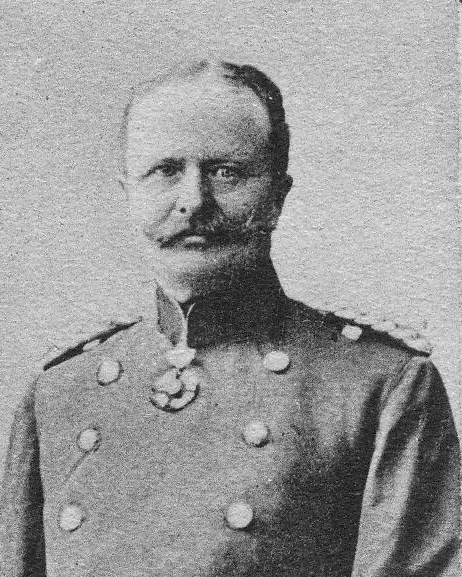
Götz Freiherr von König als Kommandeur des Ulanen-Regiments „Großherzog Friedrich von Baden“ (Rheinisches) Nr. 7 (1893–1897)

Friedrich Wilhelm Ulrich Götz Freiherr von König (* 13. März 1849 in Vienenburg; † 8. Januar 1934 in Woltersdorf) war ein preußischer General der Kavallerie sowie Führer des Landwehrkorps im Ersten Weltkrieg.

## Leben
Götz war der Sohn des hannoverschen Schatzrates und Rittergutbesitzers Friedrich Wilhelm Freiherr von König (1800–1862) und dessen Ehefrau Pauline, geborene Bornemann († 1896).

### Hannoversche Armee
König wurde durch einen Prediger erzogen und trat nach dem Besuch der Gymnasien in Wernigerode und Celle am 24. April 1864 dem hannoverschen Kadettenkorps bei. Er wurde daraufhin am 17. Juni 1866 als Sekondeleutnant dem 5. Infanterie-Regiment überwiesen, mit dem er sich während des Deutschen Krieges an der Schlacht bei Langensalza beteiligte und dort in preußische Kriegsgefangenschaft geriet.

### Braunschweigische Armee
Nach seiner Entlassung nahm König am 28. November 1866 seinen Abschied und trat dem Husaren-Regiment Nr. 17 des Herzogtums Braunschweig bei. Mit diesem nahm König am Deutsch-Französischen Krieg teil. Mit lediglich drei Husaren seiner Eskadron gelang ihm dabei die kampflose Einnahme der Stadt Saargemünd. Dafür wurde er mit dem Eisernen Kreuz II. Klasse ausgezeichnet und als Ordonnanzoffizier beim Oberkommando der 2. Armee unter Friedrich Karl Nikolaus von Preußen verwendet. Im weiteren Verlauf des Krieges war König an den Schlachten bei Spichern, Gravelotte, Beaune-la-Rolande, Orléans sowie Le Mans beteiligt.

### Preußische Armee
Nach Kriegsende aus Braunschweiger Diensten entlassen, fand König Anstellung in der Preußischen Armee beim Husaren-Regiment „von Zieten“ (Brandenburgisches) Nr. 3 in Rathenow. Dort erfolgte am 15. November 1873 seine Beförderung zum Premierleutnant. Vom 18. Mai 1876 bis 10. Februar 1879 fungierte König als Adjutant der 7. Kavallerie-Brigade in Magdeburg und im Anschluss in gleicher Funktion bis 10. Juni 1879 bei der 3. Garde-Kavallerie-Brigade. Unter gleichzeitiger Beförderung zum Rittmeister kam König dann am 11. Juni 1879 als Eskadronchef nach Potsdam in das 1. Garde-Ulanen-Regiment. Am 11. Dezember 1886 folgte seine Versetzung in das 2. Garde-Ulanen-Regiment bei gleichzeitiger Verwendung als Adjutant beim Generalkommando des IX. Armee-Korps sowie ein Jahr später am 13. Dezember seine Beförderung zum Major. Als solcher wurde König in das Dragoner-Regiment „König Friedrich III.“ (2. Schlesisches) Nr. 8 versetzt und hier im Stab eingesetzt. Nachdem er am 25. März 1893 Oberstleutnant geworden war, kommandierte man ihn am 4. April 1893 zur Vertretung des Kommandeurs des Ulanen-Regiments „Großherzog Friedrich von Baden“ (Rheinisches) Nr. 7 und ernannte ihn schließlich am 17. Juni 1893 zu dessen Kommandeur. In dieser Stellung wurde er am 18. April 1896 zum Oberst befördert. Das Kommando gab er am 17. Juni 1897 ab, wurde à la suite des Regiments gestellt und zum Kommandeur der in Kassel stationierten 22. Kavallerie-Brigade ernannt. Hier folgte am 22. Mai 1899 die Beförderung zum Generalmajor. Am 22. März 1902 beauftragte man König dann mit der Wahrnehmung der Geschäfte als Inspekteur der 4. Kavallerie-Inspektion in Saarbrücken. Mit der Beförderung zum Generalleutnant erfolgte zeitgleich am 22. April 1902 die Ernennung zum Inspekteur. In dieser Eigenschaft erhielt König am 4. November 1902 das Großkreuz des Ordens vom Zähringer Löwen und am 5. Oktober 1904 das Großkreuz des Friedrichs-Ordens. Seinen Posten gab König dann am 6. Mai 1905 ab und wurde unter Verleihung des Kronenordens I. Klasse mit Pension zur Disposition gestellt.
Während seines Ruhestandes betätigte sich König als Autor verschiedener Werke über die Kavallerie und schrieb Artikel im Militär-Wochenblatt.

#### Erster Weltkrieg
König stellte sich mit Ausbruch des Ersten Weltkriegs unmittelbar zur Verfügung, war zunächst Höherer Landwehrkommandeur zur besonderen Verwendung und wurde am 14. August 1914 Kommandeur der 3. Landwehr-Division. Diese war Teil des Landwehrkorps und an der Spitze seiner Division rückte er über Kalisch in Polen ein und kam erst an der Weichsel zum Stehen. Während der Schlacht bei Tarnawka kam er den österreichischen Bundesgenossen zu Hilfe, deckte den Rückzug nach Galizien und richtete sich anschließend bei Tschenstochau zur Verteidigung ein, um den drohenden Einfall russischer Verbände auf das Kohlerevier in Oberschlesien zu verhindern. Dort wurde König, der am 16. Oktober 1914 das Eiserne Kreuz I. Klasse erhalten hatte, dann am 4. Dezember 1914 mit der Führung des Landwehrkorps beauftragt, da der Kommandierende General Remus von Woyrsch die nach ihm benannte Armeeabteilung übernahm.
Dieser beurteilte König am 10. Januar 1915 wie folgt:

„Generalleutnant Freiherr von König hat es mit der ihm eigenen Tatkraft sich angelegen sein lassen, in das Wesen der ihm bisher weniger vertrauten Waffengattung einzudringen. Er beherrscht nunmehr die Taktik der verbundenen Waffen. Seine Führung des Landwehrkorps ist in jeder Beziehung sowohl im Gefecht wie bei dem hier jetzt eingetretenen Stellungskriege durchaus sicher und erfolgreich. Besondere Anerkennung verdient seine große Fürsorge für seine Untergebenen.“

In den kommenden Monaten führte König sein Korps von der Landesgrenze zur Lososina und Czarna, dann zur Ilsanka. Am 17. Juli 1915 beteiligte er sich an der Durchbruchsschlacht bei Sienno, die zum Durchbruch bei Iwangorod sowie zur Erzwingung des Weichselüberganges bei Maciejowice führte. Der Fluss hatte hier eine Breite von etwa 900 Metern. Für die Leistungen bei der Führung des Korps wurde König am 23. Juli 1915 zwischenzeitlich persönlich von Wilhelm II. mit der höchsten preußischen Tapferkeitsauszeichnung, dem Orden Pour le Mérite ausgezeichnet.
Nach Sicherung des Brückenkopfes und der Abwehr verschiedener Gegenangriffe rückte das Korps über Bialowies, den Serwetsch bis zur Tschara vor. Dort ging das Korps nach der Schlacht von Baranowitschi im September 1915 in den Stellungskrieg über. Für verbündeten Österreicher würdigten König am 30. September 1915 durch die Verleihung des Ordens der Eisernen Krone I. Klasse mit Kriegsdekoration. Am 14. November 1915 wurde König zum General der Kavallerie befördert, nachdem man ihm bereits am 27. Januar 1915 den Charakter dazu verliehen hatte. Im April 1916 erhielt er die Schwerter zum Kronenorden I. Klasse. Während der russischen Brussilow-Offensive im Sommer 1916 konnte König seinen Frontabschnitt behaupten.
Am 22. September 1916 wurde König von seinem Posten abgelöst und anschließend zum Höheren Kavallerie-Kommandeur Nr. 1 ernannt, der einen Abschnitt zwischen Narocz und Dryswjaty-See führte. Nach der Umbildung am 20. November 1916 zum Generalkommando z. b. V. Nr. 56 übernahm König bei der Armee-Abteilung D einen Abschnitt bei Dünaburg. Ab Mitte Februar 1918 nahm er an der Offensive gegen den Peipussee und der oberen Düna teil und stieß über Drissa bis Polozk vor.
Durch den Frieden von Brest-Litowsk wurde das Generalkommando aufgelöst und die Mobilmachungsbestimmung von König am 5. März 1918 aufgehoben. In Würdigung seiner Verdienste wurde ihm am 6. März 1918 der Rote Adlerorden I. Klasse mit Eichenlaub und Schwertern am Ringe verliehen. Seine letzten Lebensjahre verbrachte er auf seinem Gut Wolterdorf.

### Familie
König war seit 25. Juli 1870 mit Hertha Freiin von Cramm (* 1847 in Braunschweig; † 1934 in Berlin), Tochter der Gräfin Mechthilde von Veltheim und des Adelbert Hildebert von Cramm-Oelber, verheiratet. Aus der Ehe gingen die drei Kinder Leo, der ein anerkannter Maler und Vertreter der Künstlergruppe Berliner Secession wurde, Kraft (* 1872 in Commercy; † 1887 in Potsdam) und Nona (Anna Paulowna) (* 1873 in Rathenow; † nicht datierbar) hervor. Die Künstlerin Ischi von König ist eine entfernte Großnichte.